# Walter Prinzl

Selbstbildnis, Öl (1932)

Walter Prinzl (* 29. September 1891 in Wien; † 12. Dezember 1937 ebenda) war ein österreichischer Künstler. Er lebte und wirkte in Melk an der Donau und schuf vor allem Radierungen, aber auch Ölbilder und Freskomalerei.

## Leben

### Kindheit und Jugend
Walter Prinzl entstammte einer Melker Patrizierfamilie. Väterlicherseits reichen die Wurzeln nach Kaaden in Nordböhmen, mütterlicherseits nach Südtirol. Walter Prinzls Eltern, Anton Prinzl (d. J.) und Maria, geb. Werner, waren fest mit dem gesellschaftlichen Leben Melks verbunden. Neben dem erstgeborenen Walter hatte das Ehepaar noch die Töchter Maria („Mitzi“) und Hildegunde („Hilde“).
Die Atmosphäre im Hause Prinzl war künstlerisch orientiert und prägte damit Walter Prinzls Lebenseinstellung nachhaltig. In der Donaustadt Krems besuchte Prinzl die Realschule. Der niederösterreichische Maler Ernst Stöhr war gern gesehener Gast der Familie Prinzl. Er war nicht nur Mitglied im Hagenbund, sondern auch Mitbegründer der Wiener Secession. Wichtige Wegweisungen verdankte Walter Prinzl außerdem Richard C. Kromar von Hohenwolf; er war ab 1910 als Zeichenprofessor am Melker Stiftsgymnasium tätig. Beide Künstler bewirkten, dass Walter Prinzl sich der Graphik widmete.

### Architekturstudium
Dem Anraten seines Vaters folgend immatrikulierte Walter Prinzl auf der Technischen Hochschule in Wien und studierte hier sechs Semester Architektur. Während seines Studiums wurde er 1911 Mitglied der Wiener akademischen Burschenschaft Teutonia. Neben dem Schulbesuch und der Universität jedoch, in den Jahren 1908 bis 1912, erweiterte und vertiefte er seine Kenntnisse in der Handhabung des Stiches und der Ätznadel durch eine Ausbildung an der Graphischen Lehr- und Versuchsanstalt in Wien. Früchte dieser Ausbildung waren Prinzls ersten Radierungen; neben manchen Holzschnitten.

### Erster Weltkrieg
Der Erste Weltkrieg, den Prinzl größtenteils als Maschinengewehroffizier an der Front erlebte, unterband seine künstlerische Tätigkeit. Er rückte als Offiziersanwärter ein und wurde nach kurzer Ausbildungszeit im Rahmen des 24. Landwehrinfanterieregiments Wien an der Balkanfront eingesetzt, später an der Front in Kärnten. Nach dem Krieg waren viele seiner Ideale angesichts des Kriegsausgangs zerbrochen. Sowohl das Herkunftsland väterlicherseits, Böhmen, wie auch das mütterlicherseits, Südtirol, waren nun politisches Ausland. Das Kriegsende erreichte Walter Prinzl in Südtirol. Hier war auch er mancher Unbill seiner Offizierscharge wegen ausgesetzt, weshalb er Zuflucht bei seinen südtirolerischen Verwandten suchte, wo er neue Kräfte nach dem Krieg sammeln konnte und die ihn mit Zivilkleidern versorgten, sodass er schließlich nach Melk zurückkehren konnte.

### Kunststudium
Die materielle Lage bedingte einen baldigen Berufseinstieg. Walter Prinzl entschied sich deshalb gegen die Fortsetzung seines Architekturstudiums und für eine künstlerische Laufbahn. Die Ausbildung dazu hatte er bereits an der Graphischen Lehr- und Versuchsanstalt in Wien absolviert; sie besaß zwar keinen Hochschulrang wie die Akademie der bildenden Künste, bildete jedoch ebenso vollwertig ihre Künstler aus. In jenen Jahren besuchten später bekannte Künstlerpersönlichkeiten die Anstalt. Zu ihnen zählen Arnold Clementschitsch, Carry Hauser oder Ivo Saliger. Er besuchte ab dem Wintersemester 1921 bis zum Sommersemester 1923 die Allgemeine Malerschule unter dem Klassenleiter Hans Tichy.

### Künstler in Melk

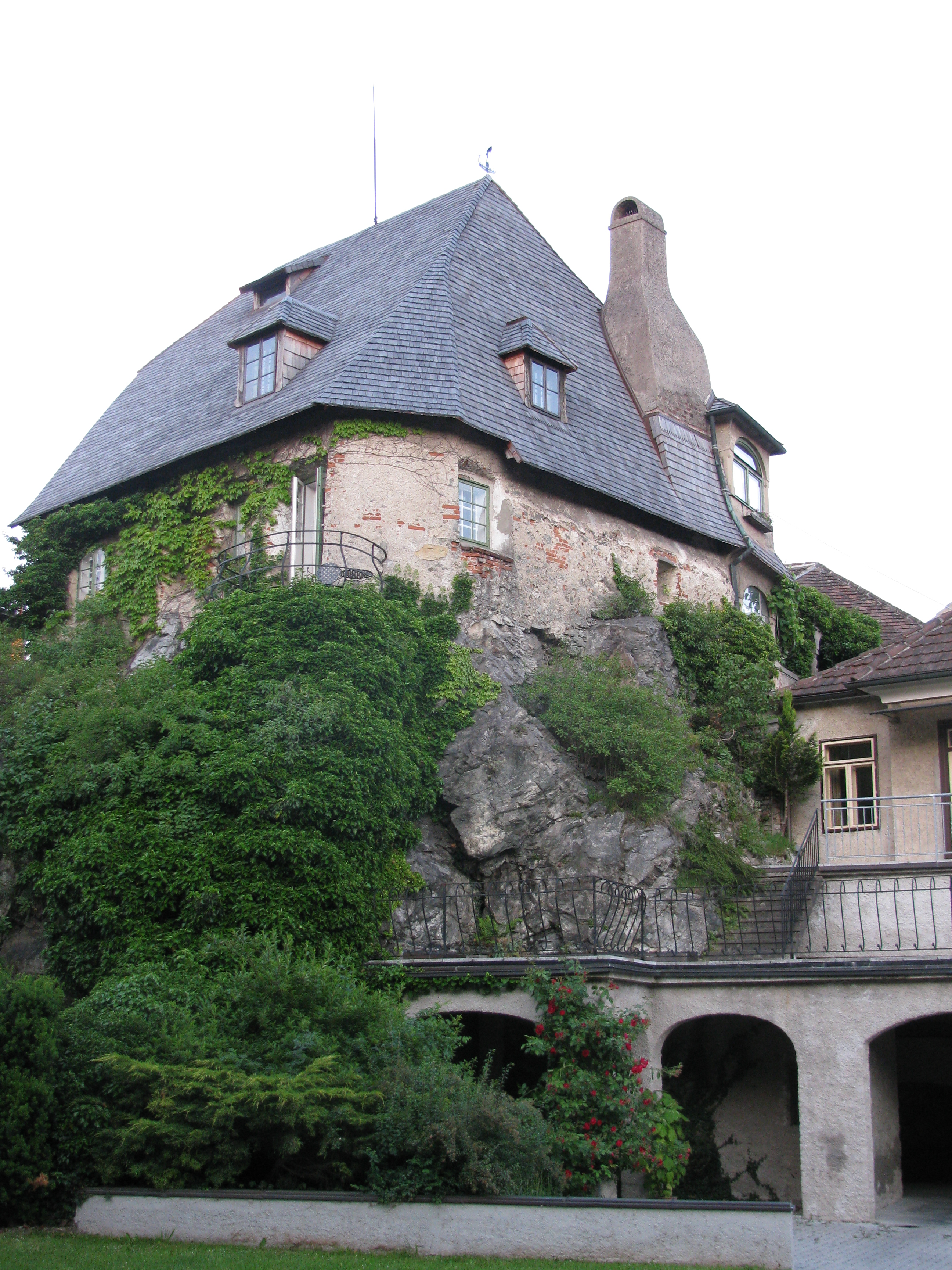
Prinzls Atelier, das Haus auf dem Stein

Nach Abschluss seiner Ausbildung ließ Walter Prinzl sich endgültig in Melk nieder, wo er bereits als Künstler seit einigen Jahren tätig war. Das hing wohl nicht nur mit materiellen Notwendigkeiten, sondern auch mit der geplanten Hochzeit zusammen. Denn bald nach seiner endgültigen Rückkehr nach Melk heiratete er 1922 Nina Guzmann.
In Melk erwarb er im Zuge seiner Rückkehr nach dem Weltkrieg, Studium und Heirat einen alten, verfallenen Stadtturm – das Haus auf dem Stein – am Felsensteig Nr. 4, das damals von der Melker Bevölkerung auch als Schusterburg bezeichnet wurde. An den umfangreichen baulichen Adaptierungsmaßnahmen zwischen 1923 und 1929 beteiligte er sich intensiv; das Interesse an Architektur war ihm geblieben. Besonderen Wert legte er dabei auf die Gestaltung seines Ateliers, das durch ein großes Fenster einen Blick auf die Südseite des gegenüberliegenden Stifts gestattet. Hier stand auch seine eigene Presse, denn ähnlich wie Luigi Kasimir war er zur Überzeugung gekommen, „daß der Radierer die Abzüge von seinen Platten selbst herstellen müsse.“
Walter Prinzl erwarb sich als Kunstschaffender bald einen guten Ruf, der sich für ihn mit einer gewissen materiellen Sicherstellung verband und ihm ein entsprechendes Leben ermöglichte. In den späten 1920er und endgültig in den 1930er Jahren zählte Walter Prinzl zu den erfolgreichen österreichischen Künstlern.

Das Grabmal Walter Prinzls auf dem Friedhof in Melk, das von ihm für seine Schwester gestaltet wurde

Von Beginn an verband Walter Prinzl seine künstlerische Tätigkeit mit ausgedehnten Reisen – ein Biograph seiner Zeit nennt es gar „Reisewut“. „Durchschnittlich jedes zweite Jahr besuchte er außer den verschiedensten Gebieten Österreichs verschiedene Teile Deutschlands, der Tschechoslowakei und Italiens, um alles, was sein Herz erhob und sein Auge bestach, in Zeichnungen oder Aquarellen festzuhalten.“

### Tod
Während eines Kurzaufenthalts in Wien im Herbst 1937 musste Prinzl ins Spital aufgenommen werden, wo ein Magendurchbruch festgestellt wurde; möglicherweise eine Nachwirkung gesundheitlicher Probleme während des Weltkriegs. Trotz sofortiger Operation und zweier Nachoperationen war eine Rettung nicht mehr möglich. Am 12. Dezember 1937 starb er in Wien in seinem 47. Lebensjahr an „durchgebrochenen Magengeschwüren“.
Der Leichnam Walter Prinzls wurde nach Melk überführt, wo er im Atelier im Haus auf dem Stein „inmitten ungezählter Kranzspenden und umgeben von den herrlichen Gemälden des Künstlers“ aufgebahrt wurde; „Ein Selbstporträt Walter Prinzls stand auf einer Staffelei neben dem Toten.“ Das Kreuz auf seinem Grab stammt vom Künstler selbst und wurde von ihm nur wenige Monate zuvor aus Anlass des Todes seiner Schwester Mitzi selbst entworfen.
Prinzls Tod wurde überregional wahrgenommen. In einem kurzen Nachruf in der Neuen Freien Presse, der sich sogar im Archiv der Akademie der bildenden Künste findet, wird resümiert: Walter Prinzls „vielseitige Begabung hat noch zu großen Hoffnungen berechtigt.“

Der „Alte Brotladen“ am Melker Rathausplatz, der 1929 nach Plänen Walter Prinzls wieder mit Ecktürmchen versehen wurde

## Werk

### Allgemeines
Am bekanntesten sind Walter Prinzls Wachau-Blätter, zumeist als farbige Radierungen ausgeführt. Eine Übersicht über seine Werke zeigt aber rasch, dass das nur eine Facette seines Wirkens war. Er begann als Graphiker, wandte sich dann im Besonderen der Radierung zu, befasste sich aber auch mit Ölmalerei – hier besonders mit Porträts –, arbeitete an Holzschnitten sowie an Fresken.
Vergleicht man seine Werke mit der zeitgenössischen österreichischen Kunstszene, so fällt auf, dass Walter Prinzl nie Sozialkritisches geschaffen hat, sondern zeitlebens der romantisierend-idealisierenden Darstellung verpflichtet war; er „war […] immer ein Verkünder des Schönen und Lebensfrohen.“ Es kann in der Neoromantik der ersten Hälfte des 20. Jahrhunderts eine Reaktion auf die als in vielen Bereichen – man denke nur an die Politik – gar nicht positiv erlebte Realität gesehen werden. Das Gefühl rückte in den Mittelpunkt, die Sehnsucht nach einer besseren, idealen Zeit.
Walter Prinzl hielt zwar romantische Blicke aus vergangenen Epochen fest, diese waren aber nicht rückwärtsgewandt, sondern dienten der Bereicherung der Gegenwart. Die geträumte Welt ist Reichtum des gewissermaßen Vorweggenommenen, des Voraus. Die Kunst wurde zum Ausdruck der sich in ihr ein Stück weit erfüllenden Hoffnung.
Die Hoffnung auf die positive Kraft der eigenen Kultur und des eigenen Volkes gehört sehr oft zu solchen hoffenden Gedankengebäuden. Aus dem ergibt sich aber auch die mangelnde Immunstärke gegenüber dem Nationalsozialismus, der als politische Realisierungsmöglichkeit dieser Vorstellungen verkannt wurde.
Dieses veränderte Verständnis der Romantik drückt sich u. a. darin aus, dass die Bilder Walter Prinzls helle, frohe Farben verwenden und gewissermaßen den Betrachter anleuchten, während die Romantik des beginnenden 19. Jahrhunderts dunkle, verdeckte Farben bevorzugte, überhaupt ein mystisches Moment oft einbrachte, das bei Walter Prinzl vollkommen fehlt; selbst in jenen Darstellungen, die mystische Motive zum Thema haben.
Walter Prinzl hatte weniger Interesse an der Natur selbst, aber sehr wohl großes Interesse am Gebauten, am Technischen, am Artifiziellen hatte. Walter Prinzl war deshalb neben seiner künstlerischen Tätigkeit außerdem beratend im Bereich des Denkmalschutzes – man sprach damals von Heimatschutz – mit Rat und Tat an der Erhaltung stilgerechter Orts- und Landschaftsbilder in der Wachau tätig; er war – wie dies ein zeitgenössischer Beitrag ausdrückte – „ein stets hilfsbereiter und erfahrener Anwalt in allen künstlerischen Fragen […], die in Melk selbst und im weiteren Umkreise davon im Laufe der Zeit aufgeworfen wurden.“
Ein Beispiel seines Wirkens im Rahmen der Ortsbildpflege ist die Umgestaltung der Ecktürmchen des sog. Alten Brotladens an der Westseite des Melker Rathausplatzes. Es geht auf Walter Prinzls Initiative zurück, dass die nur mehr im unteren Teil erhaltenen runden Ecktürmchen 1929 wieder erhöht und mit einem spitzen Dach versehen wurden, womit dem Gebäude ein romantisches Aussehen verliehen wurde.

Melk im Schnee (Radierung)

Ein anderes Projekt, für das Prinzl gemeinsam mit Leopold Blauensteiner in dessen Funktion als Konservator des Denkmalamtes (Zentralstelle für Denkmalschutz) für den Bezirk Melk im Bereich profaner Kunstdenkmäler verantwortlich zeichnete, war die Wiederherstellung des Kolomanibrunnens am Rathausplatz, eines der wichtigsten Denkmäler Melks. Nachdem in den 1920er Jahren die barocke Originalstatue durch einen Sturm vom Sockel gestürzt und dabei beschädigt worden war, woraufhin man die Figur der Landesregierung für ein Donaumuseum überlassen hatte, wurde diese durch eine originalgetreue Kopie ersetzt. Ein zeitgenössischer Beitrag spricht angesichts der großen Bandbreite des Schaffens und des integrativen künstlerischen Ansatzes Walter Prinzls von einer „Universalität der Kunstanschauungen Prinzls.“

### Radierungen
Auf den Scheinen des Melker Gemeindenotgeldes, das die Stadt Melk unmittelbar nach dem Ersten Weltkrieg ausgeben musste und damit Walter Prinzl beauftragte, bezeichnete sich dieser bereits als „Radierer“. Diese Bezeichnung charakterisiert ohne Zweifel nicht nur seine Ausbildung, sondern auch sein Selbstverständnis vor allem bis zum Ende der 1920er Jahre; möglicherweise lag die Radierkunst mit ihren vielfältigen technischen Möglichkeiten und Finessen dem technisch geprägten Walter Prinzl besonders nahe. Überblickt man sein gesamtes Lebenswerk – das allerdings durch den frühen Tod jäh endete –, so kann man feststellen, dass Walter Prinzls künstlerisches Schwergewicht bei der Radierkunst lag; hier konnte er sein Œuvre entfalten.

Rom-Severusbogen

Zumeist wählte Prinzl – v. a. in der Zeit nach dem Krieg – für die Farbradierungen den Zwei- und Dreiplattendruck, wobei Prinzl die komplizierte Aquatintatechnik bevorzugte. Üblicherweise besteht das Wesen graphischen Schaffens darin, „daß der Künstler vor allem mit dem Mittel der ‚Linie‘, das heißt zeichnerisch, die darzustellenden Formen wiedergibt.“
Walter Prinzl konnte sich als Radierer auch gegenüber der Malerei positionieren. Pars pro toto sei die XIV. Ausstellung des Klosterneuburger Künstlerbundes im Jahr 1930 herausgegriffen. In erster Linie wurden Ölbilder ausgestellt, und nur insgesamt vier Radierungen, von denen zwei von Prinzl stammten, die beiden anderen von Angehörigen des Klosterneuburger Künstlerbundes. Die Motive seiner beiden farbigen Radierungen waren Stift Melk und Dürnstein.
Vor allem in den ersten beiden Jahrzehnten seines künstlerischen Schaffens beschäftigte sich Walter Prinzl intensiv mit bekannten Wachau-Motiven; wohl auch, um damit seinen Lebensunterhalt zu verdienen. Bereits in der Frühzeit finden sich also jene Motive, die das Schwergewicht des künstlerischen Schaffens Walter Prinzls bilden. In den Wachau-Blättern ist die Zuneigung zu dieser Landschaft zu spüren. „Sein besonderes Gefühl für die Perspektive ließ ihn auch außergewöhnlich gelungene Ansichten des Stiftes Melk hervorbringen.“ Dieses Motiv – obwohl schon in der Kunstgeschichte oft und oft bearbeitet – begründete den Ruf Walter Prinzls. Weitere Motive sind u. a. Weißenkirchen, Dürnstein und Krems. Aber bereits mit der Darstellung Stift Melk im Schnee aus dem Jahre 1922 verlässt Walter Prinzl zum ersten Mal die üblichen Darstellungsmuster der Wachau-Romantik.
Weniger im Blickpunkt der lokalen Öffentlichkeit – auch wenn sie für Walter Prinzls künstlerisches Schaffen keine geringere Bedeutung haben – standen die Darstellungen, die er in Anschluss an seine ausgedehnten Reisen schuf. Bereits knapp nach dem Ersten Weltkrieg durchreiste Walter Prinzl z. Bsp. Thüringen.
Auf diese Weise entstanden „meist mehrfarbige Blätter von Lindau, Friedrichshafen, Nürnberg und der Wartburg neben solchen von Prag und aus ganz Italien von Trient bis Venedig hinab über Florenz, Rom und Pompeji bis nach Palermo und Taormina […]. Überdies natürlich auch immer wieder solche […] von Wien und aus den westlichen österreichischen Ländern: Oberösterreich, Salzburg und Tirol; endlich auch noch aus jenen Städten, die Prinzl zum Teil schon im Kriege kennengelernt hatte […]: Bozen und Meran.“

Purgstall (Aquarell)

### Aquarelle, Zeichnungen und Kleinplastiken

Purgstall (Fresko)

Walter Prinzls Arbeitsweise brachte es mit sich, dass sich auch so manches Aquarell erhalten hat. Denn auf seinen zahlreichen Ausflügen, auf seinen Touren in der näheren und weiteren Umgebung und auf seinen weiten Reisen schuf er zahlreiche Skizzen in Aquarelltechnik, als Blei- oder Buntstiftzeichnung. „Zu Hause arbeitete er in stiller Rückerinnerung an die geschauten Herrlichkeiten diese Skizzen zu den Kompositionen seiner Radierungen um.“
Ein schönes Beispiel für den Gebrauch verschiedener Techniken bietet die Darstellung Purgstalls. Das Aquarell ist mit 1934 datiert; das Fresko im Wieselburger Brauhaus entstand, nachdem ein Brand im Jahr 1932 weite Teile des Brauhauses zerstört hatte. Die Darstellungen sind, bis hin zu den Wolken, nahezu identisch. Purgstall wird dabei als malerischer Markt an der Erlauf vorgestellt.
1934 gestaltete er auch eine Verleihungsurkunde der Genossenschaft der Bau-, Maurer-, Steinmetz- und Brunnenmeister der politischen Bezirke Melk und Scheibbs für den Baumeister Anton Traunfellner anlässlich dessen Wahl zum Ehrenvorstand mit einem Aquarell von Scheibbs (Süd-Ansicht der Stadt mit Kirche und Schloss).
Ab und an schuf er auch Plastiken – eher für sich oder als Studienmodell. Eine solche Kleinplastik zeigt eine Photographie aus der Zeit des Ersten Weltkriegs. Die gerade im Entstehen befindliche Figur stellt eine sitzende junge Frau dar, die auch in der Ruhelage geistige und körperliche Aktivität und Bewegung ausstrahlt.

Sitzende Frau (Kleinplastik)

### Buchillustrationen
Sehr bald wurde Prinzl auch als Buchillustrator entdeckt, wobei der Buchschmuck sowohl in künstlerischer Hinsicht als auch in seinem Charakter als Gebrauchsgraphiken in einem gewissen Sinne auf einer Entwicklungslinie mit der Gestaltung des Notgelds steht. Bekannt geworden sind das Buch Sagen der Wachau des bekannten Lokalhistorikers Hans Plöckinger (1926), das 106 verschiedene Sagen bringt, und Josef Hubers Wachauführer (1. Aufl. 1926; 2. Aufl. 1927); außerdem der Reiseführer Wachau – Kremstal (1. Aufl. 1926; 2. Aufl. 1927).
Da Buchillustrationen für ein breites Publikum gedacht sind, ist das Herausarbeiten der charakteristischen, wiedererkennbaren Merkmale des Dargestellten von entscheidender Bedeutung. Die Linienführung Walter Prinzls lässt die Motive der Buchillustrationen klar erscheinen, ohne deshalb die romantische Harmonie in der Darstellung damit zu beeinträchtigen. Das Schwergewicht liegt in der Perspektive.
Zu nennen sind an dieser Stelle aber auch die zahlreichen Ansichtskarten mit Werken von Walter Prinzl; vornehmlich dem Stift Melk, aber auch Dürnstein, Schwallenbach oder Spitz – weitere Beispiele könnten genannt werden – jeweils in verschiedenen Ansichten. Manche der Ansichtskarten – wie bspw. eine Ansicht des Stifts Melk – sind Nachdrucke von Ölbildern, manche von Radierungen, wie bspw. eine Darstellung der Spitzer Kirche. Manche sind aber, ähnlich wie bei den Buchillustrationen, Skizzen ähnlich Tuschzeichnungen, die jedoch auf Radierungen basieren.
Zahlreiche Exlibris’ oder Plakate – wie z. Bsp. Linolschnitte für Sonnwendfeiern in Melk – runden das illustratorische Werk des Künstlers ab. Auf den Exlibris’ finden sich wieder für den Künstler typische Motive: eine Darstellung eines österreichischen Voralpensees (1923) oder eine Berggruppe, umrahmt von einem Kranz aus Alpenblumen (1930). Ein Exlibris gestaltete Walter Prinzl für seine Schwester Mitzi; dieses mit esoterisch-mythologischen Motiven.

### Holzschnitte

Götterdämmerung (Holzschnitt)

Das Hans Hochenegg bezeichnete Prinzl 1933 als „Holzschneider und Radierer“. Im Jahr 1931 werden „etliche 20 Holzschnitte“ genannt.
Themen seiner Holzschnitte sind in den 1920er Jahren vornehmlich Wachau-Motive, aber auch aus Südtirol. Außerdem ist ein einprägsames Selbstporträt vorhanden. Holzschnittartig sind auch manche der Illustrationen Walter Prinzls. Am bedeutendsten ist wohl Prinzls Edda-Zyklus. Ein vielbeachtetes Motiv stellt Loki und Sigune dar. Prinzl stellt dabei die Hilfe, die Sigune nach der Edda Loki zuteilwerden lässt, dar und setzt dabei sehr direkt die literarische Form bildnerisch um.

### Ölmalerei

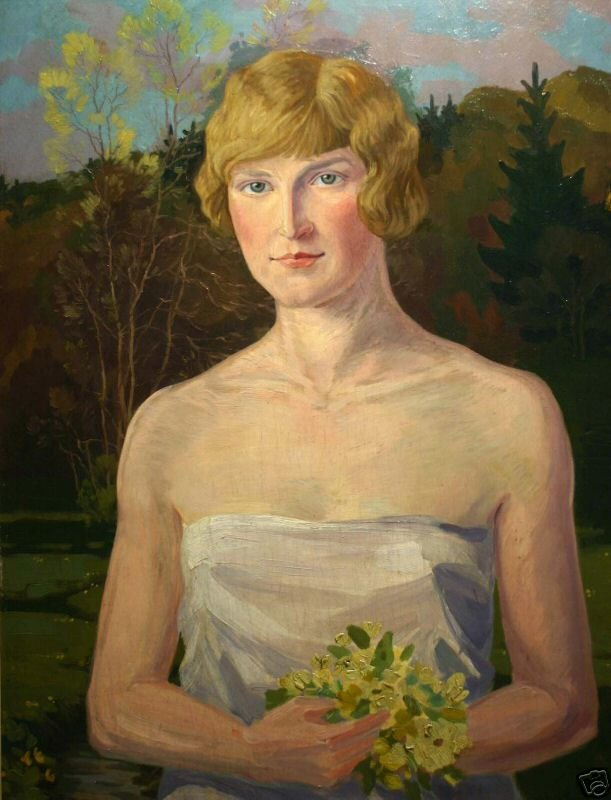
Porträt von Relly Renda (Ölgemälde, 1928)

Die Entstehung der Holzschnitte weist schon auf einen Entwicklungsschritt Walter Prinzls hin: Seit den späten 1920er, vollends seit den beginnenden 1930er Jahren beschäftigt er sich nicht nur mit Holzschnitten, sondern wird eine „immer stärker hervortretende Hinneigung zur Malerei“ bemerkbar. Seine Ölbilder haben meist größeres Format und zeigen ihn als vielseitigen Porträtisten, u. a. auch ein Selbstbildnis (1932), und Aktmaler. Ab und an nimmt er noch die traditionellen Wachau-Themen auf, z. B. bei einer Darstellung Dürnsteins in Öl.
Aber auch religiöse Themen finden sich bei den Ölbildern: Eine Christus-Darstellung und das Altarblatt Der heilige Antonius in der Kapelle in Prinzersdorf (1932). Darüber hinaus liegen auch Stillleben – wie ein Blumenstillleben aus dem Jahr 1929 – vor oder idyllische Landschaftsdarstellungen.
Viele der Ölbilder, die Personen oder Gestalten darstellen, geben diesen einen gewissen heroisierenden Charakterzug, der jedoch nirgendwo dominant wird, sondern v. a. Menschliche zulässt und sogar unterstreicht.

### Fresken
„Wie auf dem Gebiete der Radierung, ist Prinzl auch als Maler in den verschiedensten Techniken wohl zu Hause, denn neben der Ölmalerei gilt seine besondere Liebe auch dem Fresko.“ Ungefähr gleichzeitig mit der Ölmalerei wandte sich Prinzl den Fresken zu, die Art der Darstellung bei den Fresken entspricht im Wesentlichen der seiner Ölbilder.

Siegfried (Fresko)

Die Freskomalerei war in den ersten Jahren nach dem Weltkrieg wieder modern geworden; nicht zuletzt durch die Initiativen Ferdinand Andris, der als Wachau-Darsteller bekannt geworden war. Er richtete an der Wiener Akademie der bildenden Künste im ehemaligen Palmenhaus des Augartens sogar eine eigene Abteilung ein. Walter Prinzl entsprach also mit dieser Technik den modernen Strömungen seiner Zeit.
In Melk selber entstand in einem Gasthof eine Ansicht von Alt-Melk, in einem anderen eine Wachauer Ansicht, am Schiffmeisterhaus (Fischergasse 3) ein Schifferbild (1928). Es zeigte einen Fährmann, der mit einer Stange eine Zille antrieb. Außerdem findet sich im Giebelfeld der Friedhofskapelle ein bis heute erhaltenes Fresko Beweinung des toten Christus durch seine Mutter Maria.
Besonders bekannt wurde die Siegfried-Darstellung am – damals so bezeichneten – Sparkassenturm, dem heutigen Nibelungenturm, einem Rest der Stadtbefestigung aus dem Jahr 1585. 1928 wurde beschlossen, den zwischenzeitlich mehrfach umgebauten Turm wieder in den Originalzustand zu versetzen. Walter Prinzl gestaltete dabei ein Fresko Siegfried fällt unter dem Speer des Hagen, wobei der Speerschaft als Uhrzeiger diente. Das renommierte Kunstjournal Österreichische Kunst beurteilt die „als leuchtendes Fresko ausgeführte Sonnenuhr“ als „wohl […] ‚modernste‘ und originellste ihrer Art, bei der die Vorstellung vom Tode Siegfrieds und vom Weltenbrand wohl mit Beziehung auf die Verbindung von Melk mit dem Nibelungenliede zu Gevatter gestanden ist.“
Ein zeitgenössischer Beitrag, der sich mit der aufkommenden Freskomalerei beschäftigt, umreißt die Anwendungsmöglichkeiten der neu entdeckten Technik: „Auf die Frage, wo das Fresko verwendet werden kann, gibt es viele Antworten. Das Haus mit seiner Außenseite steht an erster Stelle, es kann in Erinnerung an alte Sitte mit einem Hauszeichen geziert werden. Ist es ein öffentliches Gebäude, dann kann es mit einem Stadtwappen, mit dem Landes- und dem Ortswappen gekennzeichnet werden.“
Ganz in diesem Sinn können zahlreiche andere Fresken genannt werden: In Winden nahe Melk, wo die Familie Prinzl einen landwirtschaftlichen Betrieb besaß und an der Errichtung und Ausstattung der dortigen Ortskapelle großen Anteil gehabt hatte, entstand ein Christophorus-Bild (1932), ebenso in Spitz (um 1935). In Traismauer gestaltete Prinzl am Rathaus ein Stadtwappen (um 1935) und eine Wotan-, an der Innenseite des aus dem 16. Jahrhundert stammenden Stadttors (Wiener- bzw. Römertor) eine Kriemhild-Darstellung (1933) und ebenfalls ein Wappen. Das große Kriemhild-Fresko in heroisch-romantischer Manier zeigt Kriemhilds Rast in Traismauer auf dem Weg nach Tulln, wo sie ihren zukünftigen Gemahl, den Hunnenkönig Etzel, treffen sollte; auf dem Fresko befinden sich auch die beiden dazugehörigen Strophen des Nibelungenliedes.
Weitere Fresken sind noch in Neumarkt und am Gebäude des Krankenhauses in Steyr zu finden. In Wieselburg gestaltete Walter Prinzl 1933/34 die Haydnstube im Brauhof. Die Deckenfresken in Wieselburg bilden einen Zyklus von vier Ortsansichten (Purgstall, Scheibbs, Weinzierl, Wieselburg).
Die Fresken stellen heute allerdings ein Problem dar, denn es zeigten sich die verwendeten Farben gegenüber dem Sonnenlicht nicht beständig; vielleicht ist dies auch auf den Maluntergrund zurückzuführen. Deshalb existieren viele der Arbeiten nicht mehr. Die Sonnenuhr am Stadtturm in Melk wurde ebenso zerstört wie die Darstellung am Schiffmeisterhaus, der Christophorus auf der Spitzer Kirche wurde im Zuge der Kirchenrenovierung Mitte der 1980er Jahre entfernt, und die Fresken am Römertor in Traismauer wurden bis zur Unkenntlichkeit „restauriert“. Das Siegfried-Fresko am Melker Sparkassenturm (Nibelungenturm) wurde 1968 zu einem Sgraffito unter Beibehaltung der Linienzeichnung des Originals in Restaurationsmanier umgestaltet. Einige der wenigen gut erhaltenen Fresken sind jedoch die innenliegenden Veduten im Gasthof Altes Brauhaus in Wieselburg.